# Eilema ilemimorpha
Eilema ilemimorpha är en fjärilsart som beskrevs av Embrik Strand 1912. Eilema ilemimorpha ingår i släktet Eilema och familjen björnspinnare. Inga underarter finns listade i Catalogue of Life.